# Национальное единство (партия)
Национальное единение (азерб. Milli Birlik) — политическая партия Азербайджана.

## История
- 15 октября 2003 года — на президентских выборах председатель партии Лала Шевкет набрала 3,3 % голосов избирателей в соответствии с официальными результатами ЦИК.
- 10 октября 2005 г. Между радикально оппозиционным блоком Азербайджана «Азадлыг» и Движением «Национальное Единство» (ДНЕ) подписано Соглашение о сотрудничестве во время парламентских выборов.
- В ноябре 2005 г. — возглавляемые Лалой Шевкет Движение «Национальное Единство» и Либеральная Партия Азербайджана приняли участие в очередных парламентских выборах со списком из 70 кандидатов.
- 7 ноября 2005 г. — В результате голосования в 17-м Ясамальском округе Лала Шевкет одержала убедительную победу и в соответствии с официальными данными была избрана депутатом Милли Меджлиса. Однако власти не признали победу, как минимум, 11 других кандидатов от Либеральной Партии и Движения «Национальное Единство». Одновременно не были признаны победы свыше 50 кандидатов в депутаты от других оппозиционных партий. Большинство поданных впоследствии жалоб в ЦИК не были рассмотрены, а часть из них необоснованно неудовлетворена.
- 10 ноября 2005 г. В Азербайджане три оппозиционных предвыборных блока — «Азадлыг» («Свобода»), «Ени сиясет» («Новая политика») и «Национальное единство» — в четверг объявили о создании единого Демократического фронта, выступающего за отмену результатов парламентских выборов и проведение новых выборов.
- 26 ноября 2005 г. — в ходе митинга оппозиции власти применили против мирных демонстрантов неоправданное насилие, подвергнув жестокому избиению женщин, детей и стариков. Была совершена попытка нападения и на лидеров оппозиции, в том числе Лалу Шевкет.
- 17 января 2006 г. — Не желая участвовать в легитимизации «новоизбранного парламента», Лала Шевкет направила в Центризбирком официальное заявление об отказе от мандата депутата Милли Меджлиса Азербайджанской Республики в знак протеста против тотальной фальсификации парламентских выборов и откровенного нежелания властей идти на какие бы то ни было компромиссы.
- 10 сентября 2008 г. Партия Национального единства Азербайджана заявила, что будет поддерживать на предстоящих президентских выборах кандидатуру Гудрета Гасангулиева. В случае избрания Гасангулиева президентом Азербайджана представители ПНЕА будут представлены в команде правительства главы государства.